# Osiride Pevarello
Osiride Pevarello (Montagnana, 26 luglio 1920 – Ostia, 15 dicembre 2016) è stato un attore e stuntman italiano.

## Biografia
Osiride Pevarello nacque in una famiglia di zingari; il padre era un contadino che, dopo aver imparato a fare il prestigiatore, iniziò a girare il mondo con la moglie Celestina. Osiride aveva molti fratelli e sorelle, ben 19, che facevano i giostrai e i circensi (anche il fratello Renzo era uno stuntman, apparso in decine di film senza mai ricoprire ruoli rilevanti). Iniziò a lavorare nel suo circo come mangiafuoco, fino a quando decise di venderlo, con lo scopo di dedicarsi completamente al mestiere di acrobata, cascatore e maestro d'armi per il cinema e la televisione: le esperienze nell'ambiente circense gli spalancarono le porte per entrare nel giro delle comparse nei film western, genere molto in voga all'epoca. Nonostante ciò continuerà a fare la vita da circense, vivendo con la famiglia, la moglie e i quattro figli più piccoli (ha avuto 13 figli, 6 dei quali morti nei primi mesi di vita e solo 4 dei quali hanno raggiunto l'età adulta), in una roulotte a Roma.
Mosse i primi passi recitando nel film Il mulino del Po del 1949 di Alberto Lattuada, proseguendo poi negli anni successivi con piccole partecipazioni ne I clowns di Federico Fellini, nei film della coppia Bud Spencer e Terence Hill, nei quali ricopre ruoli meramente da caratterista: recita di rado, e non sempre riveste il ruolo di acrobata tanto che in alcuni casi non partecipa nemmeno alle risse (come in Bomber). In altre pellicole, invece, mostra una discreta agilità come stuntman, ma, al contrario di altri, spesso non interpreta il solito tirapiedi del cattivo di turno ma un personaggio che si trova sul luogo della colluttazione per puro caso (per esempio in Lo chiamavano Bulldozer e ...altrimenti ci arrabbiamo!). Corposa è la sua filmografia specialmente dalla metà degli anni sessanta alla metà degli anni settanta, tra i quali, oltre agli spaghetti western, ci sono anche pellicole di altro genere: partecipa a quasi tutti i film dell'amico Tinto Brass fino a Senso '45 (2002). Ha una piccola parte anche in Ben Hur (1959), ne I due gladiatori (1964) e nel drammatico Il circo e la sua grande avventura (1964), tutti girati a Roma.
Nel 1978 interpreta un simpatico mangiafuoco nella sigla di Non stop, programma televisivo.
Ha raccontato in una intervista il giornalista Marco Giusti: "Avevo provato a farlo recitare a Stracult, perfino dopo l'ictus di qualche anno fa, ma il problema non era l'ictus, era farlo parlare italiano e togliere le bestemmie. Aveva un corpo da clown, da saltimbanco, anche da vecchio. E non aveva mai abbandonato l'idea che il circo (di strada) fosse lo spettacolo più bello del mondo". Osiride è morto ad Ostia il 15 dicembre 2016; i suoi funerali sono stati celebrati nella chiesa di Santa Monica della cittadina balneare sabato 17 dicembre.

## Filmografia parziale
- Il mulino del Po, regia di Alberto Lattuada (1949)
- I due gladiatori, regia di Mario Caiano (1964)
- Un dollaro bucato, regia di Giorgio Ferroni (1965)
- Osiride, regia di Marcello Baldi (1966) (cortometraggio)
- Per 100.000 dollari t'ammazzo, regia di Giovanni Fago (1967)
- Pecos è qui: prega e muori!, regia di Maurizio Lucidi (1968)
- L'urlo, regia di Tinto Brass (1968)
- Il suo nome gridava vendetta, regia di Mario Caiano (1968)
- La vendetta è il mio perdono, regia di Roberto Mauri (1969)
- Un esercito di 5 uomini, regia di Italo Zingarelli (1969)
- Fellini Satyricon, regia di Federico Fellini (1969)
- I clowns, regia di Federico Fellini (1970)
- Lo chiamavano Trinità..., regia di Enzo Barboni (1970)
- ...continuavano a chiamarlo Trinità, regia di Enzo Barboni (1971)
- Il corsaro nero, regia di Lorenzo Gicca Palli (1971)
- I due figli dei Trinità, regia di Osvaldo Civirani (1972)
- ...e poi lo chiamarono il Magnifico, regia di Enzo Barboni (1972)
- Piedone lo sbirro, regia di Steno (1973)
- Il mio nome è Shangai Joe, regia di Mario Caiano (1973)
- Dio, sei proprio un padreterno!, regia di Michele Lupo (1973)
- Colpo in canna, regia di Fernando Di Leo (1974)
- ...altrimenti ci arrabbiamo!, regia di Marcello Fondato (1974)
- Piedone a Hong Kong, regia di Steno (1975)
- L'esorciccio, regia di Ciccio Ingrassia (1975)
- Il grande racket, regia di Enzo G. Castellari (1976)
- Il soldato di ventura, regia di Pasquale Festa Campanile (1976)
- I due superpiedi quasi piatti, regia di Enzo Barboni (1977)
- Lo chiamavano Bulldozer, regia di Michele Lupo (1978)
- Uno sceriffo extraterrestre... poco extra e molto terrestre, regia di Michele Lupo (1979)
- Caligola, regia di Tinto Brass (1979)
- Piedone d'Egitto, regia di Steno (1980)
- Action, regia di Tinto Brass (1980)
- Occhio alla penna, regia di Michele Lupo (1981)
- Bomber, regia di Michele Lupo (1982)
- Pappa e ciccia, regia di Neri Parenti (1983)
- La chiave, regia di Tinto Brass (1983)
- Rush, regia di Tonino Ricci (1983)
- Miranda, regia di Tinto Brass (1985)
- Capriccio, regia di Tinto Brass (1987)
- Paprika, regia di Tinto Brass (1991)
- Così fan tutte, regia di Tinto Brass (1992)
- Monella, regia di Tinto Brass (1998)
- Senso '45, regia di Tinto Brass (2002)